# Галлакберов, Рашид Рахматуллович
Рашид Рахматуллович Галлакберов (12 апреля 1966, Москва, СССР) — советский, российский футболист.

## Карьера
Воспитанник ДЮСШ Московско-Ярославского отделения МЖД Москва. В 16 лет попал в состав московского «Локомотива». Первые два сезона футболист выступал за дубль команды, а в 1984 году полузащитник дебютировал в основе «железнодорожников».
Затем в течение двух лет Галлакберов выступал во Второй советской лиге за московский «ФШМ». В 1987 году он вновь вернулся в «Локомотив». В первом же сезоне хавбек вместе со своими партнерами вышел в Высший дивизион. Всего, в элите советского футбола, Галлакберов провел 62 игры, в которых забил 2 мяча.
После распада СССР футболист уехал в Чехословакию, где в течение 3 лет играл в команде «Татран». В её составе полузащитник успел сыграть в первом первенстве Словакии по футболу, после отделения страны от Чехии. Кроме того, в 1992 году выиграл вместе с клубом Кубок Словакии.
Вернувшись в Россию Рашид Галлакберов выступал за команды «Сатурн» (Раменское), «Гигант» (Воскресенск), «Спартак-Телеком» (Шуя), «Торпедо» (Владимир).
Завершил свою карьеру футболист в 1999 году в московском «Москабельмете».

## Достижения
- Обладатель Кубка Словакии: 1992
- Обладатель Кубка МССЖ: 1987